# Morehead State Eagles

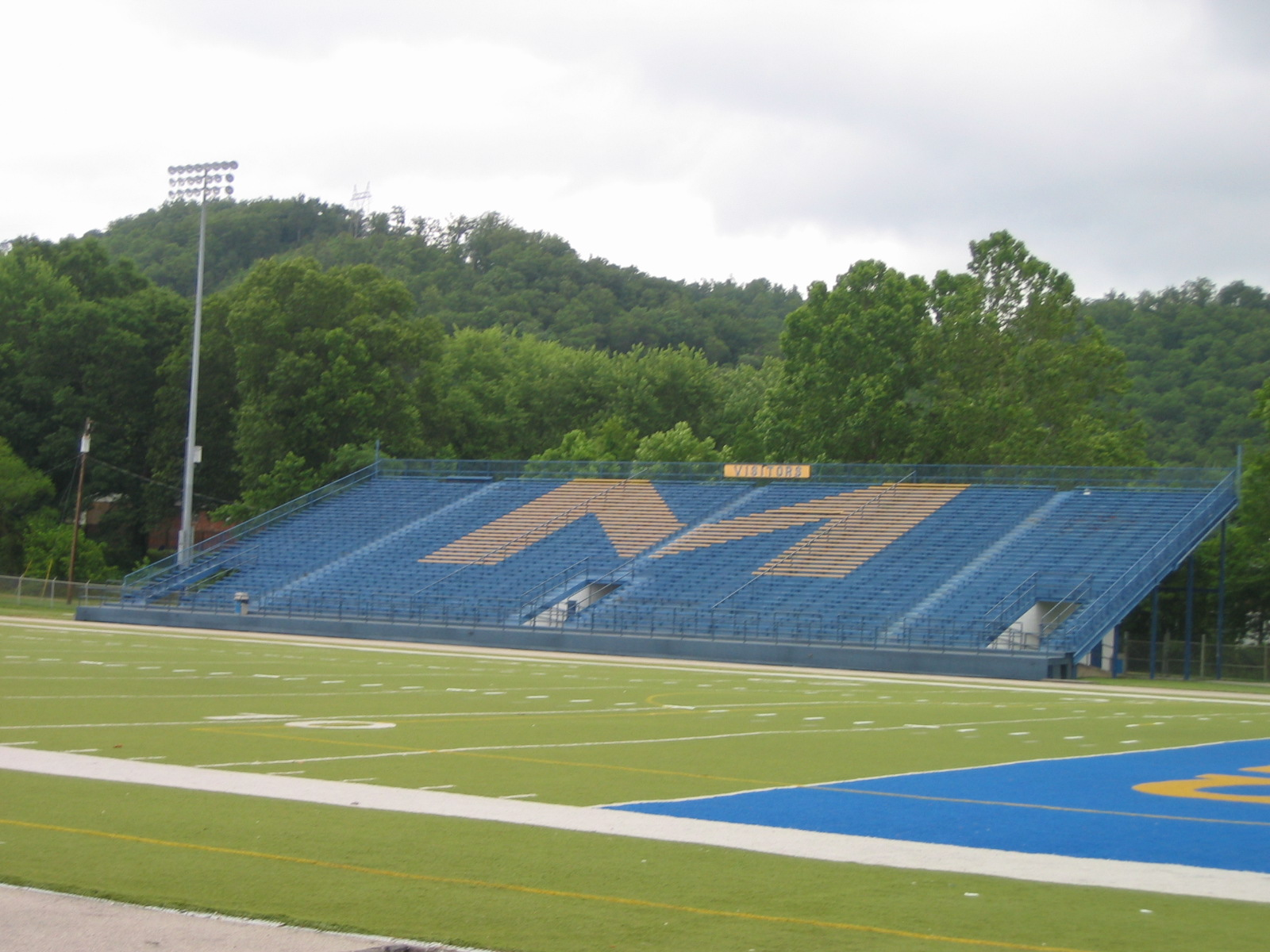
Jayne Stadium.

Morehead State Eagles (español: Águilas de  la Estatal de Morehead) es el equipo deportivo de la Universidad Estatal de Morehead, situado en Morehead, en el estado de Kentucky. Los equipos de los Eagles participan en las competiciones universitarias organizadas por la NCAA, y forman parte de la Ohio Valley Conference, donde compien todos sus equipos a excepción del fútbol americano, que lo hace en la Pioneer Football League. A los equipos femeninos se les denomina Lady Eagles.

## Apodo y mascota
El apodo de Morehead, Eagles, data de 1926, cuando se convocó un concurso entre los alumnos de la universidad para elegir uno. En su origen era Bald Eagles (Águilas calvas), pero con el paso del tiempo el nombre se acortó. La mascota, por supuesto un águila, lleva el nombre de Beaker.

## Cheerleaders
Considerado en Estados Unidos una competición más, el equipo de cheerleading mixto ha ganado el campeonato nacional en 17 ocasiones, acumulando siete títulos consecutivos entre 2002 y 2008, mientras que el formado por solo chicas lo ha conseguido en otras seis, la última de ellas en 2007.

## Programa deportivo
Los Eagles participan en las siguientes modalidades deportivas:
| - Masculino - Baloncesto - Béisbol - Fútbol americano - Tenis - Cross - Golf - Atletismo - Rifle | - Femenino - Cross - Baloncesto - Golf - Softball - Voleibol - Tenis - Atletismo - Fútbol - Rifle |

### Baloncesto
El equipo masculino de baloncesto de los Eagles han ganado en 4 ocasiones la fase regular de la Ohio Valley Conference, ganando el torneo en otras dos. Varios jugadores de Morehead han entrado en alguna ocasión en el Draft de la NBA, y de entre ellos el más destacado es Kenneth Faried.

### Fútbol americano
El equipo de fútbol americano no ha conseguido nunca alzarse con el título de la Pioneer Football League en la que compite, pero fue finalista cuatro años consecutivos, entre 2002 y 2005. 8 de sus jugadores han llegado a debutar como profesionales en la NFL, aunque ninguno de ellos juega en la actualidad.

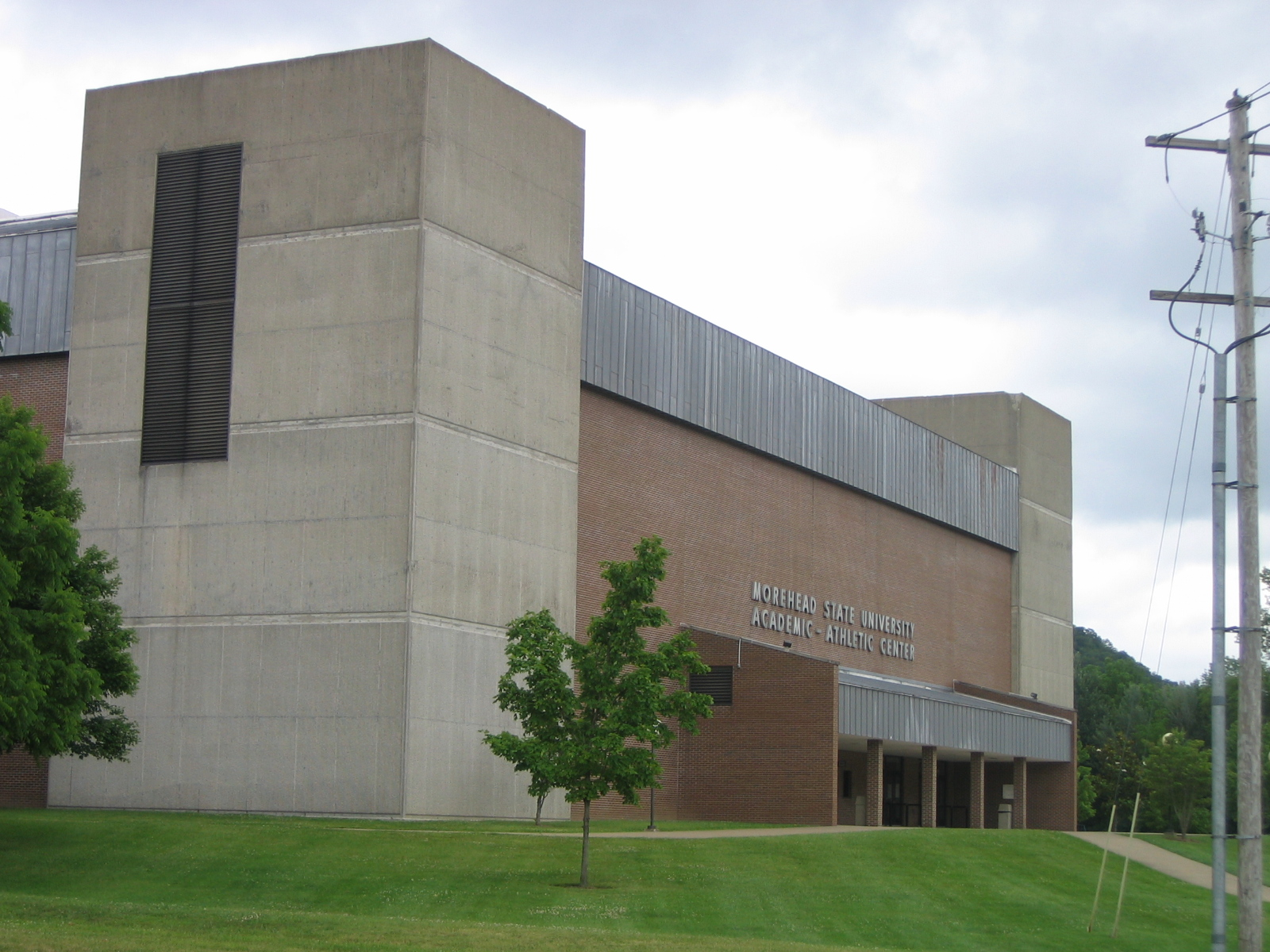
Ellis T. Johnson Arena.

## Instalaciones deportivas
- Ellis T. Johnson Arena. Es el pabellón donde juegan los equipos masculino y femenino de baloncesto. Fue construido en 1981, y albergó la final del torneo de la OVC en 1984. Tiene una capacidad para 6500 espectadores.[6]
- Jayne Stadium. Es el estadio donde juega el equipo de fútbol americano. Con superficie de hierba artificial, fue construido en 1964, y tiene una capacidad para 10 000 espectadores.[6]
- John "Sonny" Allen Field. Es el estadio de béisbol de la universidad. Tiene asientos para 1.200 espectadores, y fue inaugurado en 1973.[6]
- Wetherby Gymnasium. fue la sede del baloncesto hasta 1981, y desde entonces alberga únicamente el voleibol. Tiene una capacidad para 5.000 espectadores.[6]